# Àngel Serra i Casals
Àngel Serra i Casals (Puig-reig 1903 - Terrassa 1982), fou un polític, activista, i empresari català, que fou alcalde del poble de Puig-reig (Berguedà) durant la Segona República Espanyola, etapa en què es va significar, d'una banda, per la defensa del catalanisme i de la República, però al mateix temps, per apaivagar l'exaltació revolucionària incontrolada. Les vicissituds que va patir en la postguerra, l'exili i el retorn són un clar exemple de les circumstàncies vitals d'aquells que als anys 30 s'havien compromès amb les institucions de la República.

## Orígens familiars
Àngel Serra va néixer el 30 de juliol de 1903 en una família humil de Puig-reig, fill de Joan Serra Guiemes, pagès, i Emília Casals Campà, treballadora en una fàbrica tèxtil. Als set anys la família es va traslladar del carrer de l'Estació (abans carrer del comerç) al número 29 del carrer Llobregat, una casa coneguda popularment com a Cal Peu Pla. Aquest nom amb què era anomenat l'antic propietari passà a ser el nom amb què era coneguda la família Serra. En aquesta casa la família va obrir una botiga de comestibles, i als darreres van fer-hi un hort, un corral per a l'aviram i una cort per als porcs. Els productes que n'extreien, juntament amb camps i vinyes que tenien arrendats, abastien la botiga, situada a tocar de l'antic baixador del tren de la línia Manresa-Berga-Guardiola (conegut aleshores com l'apeiaderu).

## Joventut i anys previs a la República
L'any 1924 va fer el Servei Militar a la caserna del Carme de Manresa, amb el Batalló de Caçadors de Muntanya de Reus. En tornar a Puig-reig va entrar a treballar a la fàbrica tèxtil de Cal Casas com a ajudant d'encarregat, feina que alternava amb les tasques de la botiga, la vinya i el camp. En aquesta època, i especialment durant la Dictadura de Primo de Rivera (1923-1930), començà a interessar-se per la política i pel moviment catalanista, i seguia de prop l'activitat de la Lliga Regionalista, el principal partit catalanista de l'època. No obstant això, el 1931 s'afilià a l'Esquerra Republicana de Catalunya, partit acabat de fundar i que, segons Serra, defensava amb més intensitat la identitat de Catalunya. El 1930 Àngel Serra es va casar amb Francesca Vilanova, de Casserres, a qui va conèixer a la fàbrica on treballaven ambdós.

## Etapa política durant la II República
L'any 1931 Àngel Serra, juntament amb una colla d'amics, tots ells joves i amb ideals catalanistes i republicans, van decidir formar una llista i presentar-se a les eleccions municipals per Esquerra Republicana de Catalunya. A més d'Àngel Serra, formaven part d'aquest grup, entre d'altres, Ramon Argelagués (l'escrivent de ca l'Obradors), Josep Obradors Riu, Antoni Coma, el metge Faustí Llaveries i Àngel Badia (l'escrivent de cal Pons). Aquesta llista va guanyar les eleccions al poble de Puig-reig el 14 d'abril de 1931, i es va constituir el primer ajuntament republicà de Puig-reig el 17 d'abril, amb Antoni Coma com a alcalde i Àngel Serra com a segon síndic i membre de la Comissió de Foment, que s'havia d'encarregar de les festes del poble, l'embelliment de la població, la higiene, la policia rural, les obres, els camins, les fonts i les aigües, la il·luminació i altres funcions similars. El 26 de febrer de 1932 Antoni Coma va dimitir del càrrec de Batlle i dins l'Ajuntament es van celebrar eleccions per designar un nou govern municipal. El mateix dia, Àngel Serra va ser designat Batlle de Puig-reig per majoria absoluta, encapçalant un govern municipal de majoria d'ERC. L'any 1934, les eleccions municipals van consolidar de nou la força política d'ERC, amb Àngel Serra al capdavant, el qual va continuar la mateixa línia d'actuacions que havia iniciat.
L'activitat del govern municipal en aquest període va ser molt remarcable, tant en la creació d'infraestructures com en l'aspecte identitari. En aquest sentit, cal mencionar l'ampliació de les escoles públiques del poble, el projecte de captació d'aigües del Llobregat per a iniciar una xarxa d'aigua corrent, impuls dels cursos de gramàtica catalana, geografia i història subvencionats per l'ajuntament; i d'altra banda, el canvi dels noms dels carrers del poble per noms lligats al catalanisme, suport a l'Estatut d'Autonomia de Catalunya de 1932 i a la República, inscripció a diverses associacions de caràcter catalanista, entre d'altres.
En aquest període Puig-reig va rebre en dues ocasions la visita del President de la Generalitat. Francesc Macià, acompanyat dels consellers Gassol, Comas i Serra i Moret, visitava el poble el 16 d'agost de 1932; i Lluís Companys el 3 de juny de 1934.
Els Fets d'Octubre de 1934 van atrapar Àngel Serra a Barcelona, on anava sovint per tractar temes relacionats amb l'ajuntament al Palau de la Generalitat. Allà un revolucionari li va donar una escopeta per tal que se sumés a la multitud revolucionària en vaga. Serra, però, va optar per intentar tornar a Puig-reig al més aviat possible. Quan passava per la Rambla, davant l'església de Betlem, el van tirotejar, suposadament uns religiosos, des de l'edifici de davant de l'església, sense tocar-lo. Els efectes d'aquests trets encara són visibles avui a la façana de l'església. En arribar a Puig-reig va saber que a Berga, la capital de la comarca, encara no havien proclamat l'Estat Català seguint les ordres de Companys, com sí que ja havien fet bona part dels ajuntaments catalans. Serra va anar cap a Berga i va ser ell mateix qui va informar i va convèncer l'alcalde, Joan Illa, per tal que declaressin l'Estat Català a Berga. En tornar a Puig-reig el van venir a buscar veïns del poble per informar-lo que havia tornat a esclatar la revolució comunista a Fígols, com ja havia passat el 1932 (Revolta de l'Alt Llobregat), i s'havia estès a les colònies tèxtils del poble, fins al punt que a cal Vidal hi havia trets entre els vaguistes i els que havien anat a treballar. Àngel Serra hi va anar de seguida, amb altres regidors i autoritats i va calmar la revolució fins que va arribar la Guàrdia Civil de Manresa.
Després del fracàs de la proclamació independentista de Companys i de la revolució dels obrers, tots els sospitosos d'haver-hi tingut una implicació directe van ser detinguts, i els ajuntaments d'esquerres van ser destituïts i substituïts sota una forta presència militar. En aquest context, Àngel Serra va ser empresonat al vaixell-presó Ciudad de Cádiz, que juntament amb el vaixell Uruguay havien estat habilitats per empresonar els vaguistes i revolucionaris. Àngel Serra va sortir de la presó a mitjan 1935, però els ajuntaments no van ser rehabilitats fins al 17 de febrer de 1936. A partir d'aquell moment Àngel Serra retorna a l'alcaldia i reprèn les tasques i els projectes d'un any abans, juntament amb els altres membres del consistori municipal.

## Esclat de la Guerra Civil i lluita al front
Després de l'alçament del 18 de juliol i la subsegüent reacció revolucionària, Àngel Serra, encara com a alcalde, va ser un dels principals dirigents del poble encarregat de patrullar pels carrers de la població, juntament amb altres membres de les forces sindicals i polítiques del poble, per tal de mantenir l'ordre públic, després de la fugida de la Guàrdia Civil. Gràcies a l'activitat d'Àngel Serra, així com altres polítics com el metge Llaveries, els danys causats per l'exaltació revolucionària van ser mínims i no hi va haver agressions a religiosos ni a famílies de dretes. Així, per exemple, les monges que es cuidaven de l'hospital de Sant Josep des de 1926 van ser respectades i van poder continuar fent la seva feina, tot i que els amos de les colònies sí que van fugir i les fàbriques van ser col·lectivitzades, com a la resta del país. També l'església de Sant Martí va ser cremada i la Creu de Terme dels Templers de la plaça del poble fou enderrocada.
Àngel Serra fou mobilitzat, com tota la població masculina entre 20 i 45 anys, i fou cridat a files el maig de 1938 i enviat al Front d'Aragó, on fou nomenat Comissari Polític de Batalló. La funció principal d'aquest càrrec era inculcar la ideologia republicana als soldats i vetllar per mantenir l'esperit de lluita pels ideals i la moral dels combatents. Aquest càrrec li va permetre no haver d'estar sempre a la primera línia de foc; no obstant això, també va haver d'entrar en combat, i abans de l'acabament de la batalla de l'Ebre, va ser ferit de bala a l'alçada del nervi òptic, per la qual cosa fou ingressat en un hospital militar a Barcelona. Allà va conèixer Jaume Martínez i Vendrell, capità de l'exèrcit republicà i activista, amb qui travà amistat i amb qui van fer junts el camí de la retirada.

## Retirada i exili
El dia abans que les tropes franquistes entressin a Barcelona, el dia 25 de gener, Serra i Martínez, juntament amb Fàbregues (un amic comú) inicien la retirada a peu cap a Girona, on van ser evacuats pel personal de l'hospital. Pel camí van ser recollits per la caravana militar del batalló que comandava Martínez a la batalla de l'Ebre, i amb qui van fer la resta de camí, parant de tant en tant per fer accions que frenessin l'avenç de les tropes franquistes que els seguien de ben a prop, com ara destruir ponts o obstaculitzar camins. Aquest camí està descrit a l'autobiografia de Jaume Martínez.
Un cop arribats a la frontera amb França, igual com els altres 220.000 refugiats que fugien de la repressió de les tropes franquistes, es van veure obligats a deixar les armes, vehicles i maquinària de guerra. El 9 de febrer entraven a França per Portbou i començaven l'exili, que per Serra durà pocs anys. El seu primer destí fou el camp de refugiats de la platja de Sant Cebrià, una gran esplanada de sorra sense cap mena de condicions higièniques ni edificacions per aixoplugar-se de la intempèrie, sense menjar ni aigua. Setmanes més tard fou traslladat al camp d'Agde, amb uns condicions una mica més favorables, més al nord i lluny del mar, on es va trobar molts veïns de Puig-reig que també havien fugit del poble amb l'arribada de les tropes franquistes. Allà va tenir notícies del seu amic Faustí Llaveries, refugiat a Andorra, que li recomanava marxar a Mèxic o Amèrica del sud. L'esposa de Serra, amb altres dones de Puig-reig, van anar a peu fins a França per veure els seus marits i el va convèncer perquè no anés a Amèrica, i es quedés a prop de la família. Posteriorment, Serra va rebutjar l'opció que el govern francès oferia als excombatents espanyols de formar part de la Legió estrangera i reincorporar-se a la guerra que ja havia esclatat entre França i Alemanya, i va optar per ingressar en un batalló de treballadors creat per donar feina als refugiats, per la qual cosa fou traslladat a Bram. Un propietari rural va oferir treball i allotjament al batalló del qual formava part per treballar a la vinya, feina que Serra coneixia bé.
Malgrat tot, com que les condicions eren força dolentes, Serra i dos treballadors més es van escapar i van començar a treballar als boscos pirinencs, tallant fusta per vendre-la. Però amb el temps la ferida que li afectava el nervi òptic empitjorà i va decidir tornar a Catalunya per fer-se visitar per un especialista de Barcelona, malgrat el risc que això comportava.

## Retorn
Entre 1942 i 1943 Àngel Serra va travessar a frontera amb l'ajuda d'un passador i es va anar amagant en cases de pagès que li donaren aixopluc. Així aconseguí arribar primer a Casserres, i més tard a Puig-reig, on s'amagà als soterranis de la seva casa familiar, Cal Peu Pla. Al cap de poc, els seus fills descobriren el seu amagatall, i per por que involuntàriament el poguessin delatar, va abandonar de nou el seu refugi de Puig-reig i va aconseguir feina en una masia d'uns amics a Almenar (Segrià). Pocs mesos més tard, quan va poder anar a Barcelona per fer-se visitar per un especialista, al tren on viatjava d'anada a Barcelona, la Guàrdia Civil feia un control rutinari demanant la documentació a tots els passatgers. Com que Àngel Serra no en tenia, va intentar fugir canviant de vagó i casualment va trobar l'antic secretari de l'ajuntament de Puig-reig, un falangista que va respondre per ell, el va acollir a la seva casa de Gavà i li va aconseguir els papers oficials per deixar de viure clandestinament, amb la qual cosa va poder refer la seva vida.
Posteriorment va fundar una empresa de carbó a Terrassa, i així va poder progressar al costat de la seva família.
Va morir el 13 de desembre de 1982 i va ser enterrat amb un fragment de la senyera que l'abril de 1931 va onejar al balcó de l'Ajuntament de Puig-reig.